# Ronco sopra Ascona
Ronco sopra Ascona (lmo. Rónch) – miejscowość i gmina w południowej Szwajcarii, w kantonie Ticino, w okręgu (distretto) Locarno, w powiecie (circolo) Isole. Leży nad jeziorem Lago Maggiore.

## Demografia
W Ronco sopra Ascona mieszkają 542 osoby. W 2021 roku 24,9% populacji gminy stanowiły osoby urodzone poza Szwajcarią. 

## Transport
Przez teren gminy przebiega droga główna nr 13.